# Pianture
Pianture è una frazione del comune di Alpago in provincia di Belluno, posta a 586 m s.l.m. alle pendici del monte Pinei.
Il centro storico è altresì chiamato Pian De Vecio Vich. Una stretta e ripida salita, denominata "Riva di Tarqui", lo collega alle sue parti alte, le Costelle e il Pian de Ciano. Al di sopra di queste c'è il Piano di Pianture vero e proprio, dove si trovano alcune casere e un vecchio pozzo artesiano tuttora funzionante.
Scendendo dalle Costelle verso est troviamo le case "Gambin", mentre sopra il Pian de Ciano c'è il bivio che porta alla Val Mor, al Vallon dei Gritti e alla famosa chiesa della Madonna del Runal. All'altezza delle Costelle, invece, da un bivio si sale alla località Lioch e poi a Corsèr e Corseret.